# Tetrapterys tolimensis
Tetrapterys tolimensis är en tvåhjärtbladig växtart som beskrevs av Thomas Archibald Sprague. Tetrapterys tolimensis ingår i släktet Tetrapterys och familjen Malpighiaceae. Inga underarter finns listade i Catalogue of Life.